# Llista d'asteroides/168001-168100
| Nom      | Designació provisional | Data de descobriment   | Lloc de descobriment | Descobridor/s       |
| -------- | ---------------------- | ---------------------- | -------------------- | ------------------- |
| 168001 - | 2005 GW133             | 10 d'abril de 2005     | Kitt Peak            | Spacewatch          |
| 168002 - | 2005 GS136             | 10 d'abril de 2005     | Kitt Peak            | Spacewatch          |
| 168003 - | 2005 GZ137             | 11 d'abril de 2005     | Mount Lemmon         | Mount Lemmon Survey |
| 168004 - | 2005 GP159             | 12 d'abril de 2005     | Kitt Peak            | Spacewatch          |
| 168005 - | 2005 GT161             | 13 d'abril de 2005     | Catalina             | CSS                 |
| 168006 - | 2005 GV170             | 12 d'abril de 2005     | Anderson Mesa        | LONEOS              |
| 168007 - | 2005 GE181             | 12 d'abril de 2005     | Kitt Peak            | Spacewatch          |
| 168008 - | 2005 GZ181             | 12 d'abril de 2005     | Kitt Peak            | Spacewatch          |
| 168009 - | 2005 GK203             | 9 d'abril de 2005      | Mount Lemmon         | Mount Lemmon Survey |
| 168010 - | 2005 HP                | 16 d'abril de 2005     | Kitt Peak            | Spacewatch          |
| 168011 - | 2005 HF1               | 16 d'abril de 2005     | Kitt Peak            | Spacewatch          |
| 168012 - | 2005 HP1               | 16 d'abril de 2005     | Kitt Peak            | Spacewatch          |
| 168013 - | 2005 HK4               | 30 d'abril de 2005     | Reedy Creek          | J. Broughton        |
| 168014 - | 2005 HS4               | 30 d'abril de 2005     | Kitt Peak            | Spacewatch          |
| 168015 - | 2005 HK5               | 30 d'abril de 2005     | Campo Imperatore     | CINEOS              |
| 168016 - | 2005 HZ7               | 30 d'abril de 2005     | Campo Imperatore     | CINEOS              |
| 168017 - | 2005 JK2               | 3 de maig de 2005      | Kitt Peak            | Spacewatch          |
| 168018 - | 2005 JG8               | 4 de maig de 2005      | Mauna Kea            | C. Veillet          |
| 168019 - | 2005 JX8               | 4 de maig de 2005      | Mauna Kea            | C. Veillet          |
| 168020 - | 2005 JJ21              | 4 de maig de 2005      | Siding Spring        | SSS                 |
| 168021 - | 2005 JX23              | 3 de maig de 2005      | Kitt Peak            | Spacewatch          |
| 168022 - | 2005 JK44              | 8 de maig de 2005      | Anderson Mesa        | LONEOS              |
| 168023 - | 2005 JX46              | 3 de maig de 2005      | Kitt Peak            | Spacewatch          |
| 168024 - | 2005 JC77              | 9 de maig de 2005      | Siding Spring        | SSS                 |
| 168025 - | 2005 JS84              | 8 de maig de 2005      | Mount Lemmon         | Mount Lemmon Survey |
| 168026 - | 2005 JA89              | 11 de maig de 2005     | Kitt Peak            | Spacewatch          |
| 168027 - | 2005 JQ92              | 11 de maig de 2005     | Palomar              | NEAT                |
| 168028 - | 2005 JK94              | 7 de maig de 2005      | Kitt Peak            | Spacewatch          |
| 168029 - | 2005 JF98              | 8 de maig de 2005      | Kitt Peak            | Spacewatch          |
| 168030 - | 2005 JQ100             | 9 de maig de 2005      | Anderson Mesa        | LONEOS              |
| 168031 - | 2005 JH103             | 9 de maig de 2005      | Kitt Peak            | Spacewatch          |
| 168032 - | 2005 JB105             | 11 de maig de 2005     | Mount Lemmon         | Mount Lemmon Survey |
| 168033 - | 2005 JJ143             | 15 de maig de 2005     | Mount Lemmon         | Mount Lemmon Survey |
| 168034 - | 2005 JN151             | 4 de maig de 2005      | Kitt Peak            | Spacewatch          |
| 168035 - | 2005 JV151             | 4 de maig de 2005      | Palomar              | NEAT                |
| 168036 - | 2005 JS156             | 4 de maig de 2005      | Catalina             | CSS                 |
| 168037 - | 2005 JQ157             | 4 de maig de 2005      | Palomar              | NEAT                |
| 168038 - | 2005 JC178             | 10 de maig de 2005     | Mount Lemmon         | Mount Lemmon Survey |
| 168039 - | 2005 LR1               | 1 de juny de 2005      | Mount Lemmon         | Mount Lemmon Survey |
| 168040 - | 2005 LT51              | 14 de juny de 2005     | Kitt Peak            | Spacewatch          |
| 168041 - | 2005 MH18              | 28 de juny de 2005     | Kitt Peak            | Spacewatch          |
| 168042 - | 2005 MN23              | 24 de juny de 2005     | Palomar              | NEAT                |
| 168043 - | 2005 NW70              | 5 de juliol de 2005    | Palomar              | NEAT                |
| 168044 - | 2005 SG                | 21 de setembre de 2005 | Siding Spring        | SSS                 |
| 168045 - | 2005 YX214             | 30 de desembre de 2005 | Catalina             | CSS                 |
| 168046 - | 2006 AQ1               | 2 de gener de 2006     | Catalina             | CSS                 |
| 168047 - | 2006 BV5               | 22 de gener de 2006    | Socorro              | LINEAR              |
| 168048 - | 2006 BG34              | 21 de gener de 2006    | Kitt Peak            | Spacewatch          |
| 168049 - | 2006 BH41              | 22 de gener de 2006    | Anderson Mesa        | LONEOS              |
| 168050 - | 2006 BD56              | 26 de gener de 2006    | Kitt Peak            | Spacewatch          |
| 168051 - | 2006 BM81              | 23 de gener de 2006    | Kitt Peak            | Spacewatch          |
| 168052 - | 2006 BQ95              | 26 de gener de 2006    | Kitt Peak            | Spacewatch          |
| 168053 - | 2006 BT95              | 26 de gener de 2006    | Kitt Peak            | Spacewatch          |
| 168054 - | 2006 BQ102             | 23 de gener de 2006    | Mount Lemmon         | Mount Lemmon Survey |
| 168055 - | 2006 BD124             | 26 de gener de 2006    | Kitt Peak            | Spacewatch          |
| 168056 - | 2006 BD157             | 25 de gener de 2006    | Kitt Peak            | Spacewatch          |
| 168057 - | 2006 BA167             | 26 de gener de 2006    | Mount Lemmon         | Mount Lemmon Survey |
| 168058 - | 2006 BL199             | 30 de gener de 2006    | Kitt Peak            | Spacewatch          |
| 168059 - | 2006 BW250             | 31 de gener de 2006    | Kitt Peak            | Spacewatch          |
| 168060 - | 2006 BM254             | 31 de gener de 2006    | Kitt Peak            | Spacewatch          |
| 168061 - | 2006 BJ256             | 31 de gener de 2006    | Kitt Peak            | Spacewatch          |
| 168062 - | 2006 BB266             | 31 de gener de 2006    | Kitt Peak            | Spacewatch          |
| 168063 - | 2006 BH266             | 31 de gener de 2006    | Kitt Peak            | Spacewatch          |
| 168064 - | 2006 BL266             | 31 de gener de 2006    | Kitt Peak            | Spacewatch          |
| 168065 - | 2006 BM266             | 31 de gener de 2006    | Kitt Peak            | Spacewatch          |
| 168066 - | 2006 BO269             | 28 de gener de 2006    | Anderson Mesa        | LONEOS              |
| 168067 - | 2006 CO7               | 1 de febrer de 2006    | Mount Lemmon         | Mount Lemmon Survey |
| 168068 - | 2006 CC23              | 1 de febrer de 2006    | Kitt Peak            | Spacewatch          |
| 168069 - | 2006 CT38              | 2 de febrer de 2006    | Kitt Peak            | Spacewatch          |
| 168070 - | 2006 CK41              | 2 de febrer de 2006    | Kitt Peak            | Spacewatch          |
| 168071 - | 2006 CW43              | 2 de febrer de 2006    | Kitt Peak            | Spacewatch          |
| 168072 - | 2006 DU4               | 20 de febrer de 2006   | Kitt Peak            | Spacewatch          |
| 168073 - | 2006 DW6               | 20 de febrer de 2006   | Kitt Peak            | Spacewatch          |
| 168074 - | 2006 DL19              | 20 de febrer de 2006   | Kitt Peak            | Spacewatch          |
| 168075 - | 2006 DZ21              | 20 de febrer de 2006   | Kitt Peak            | Spacewatch          |
| 168076 - | 2006 DP22              | 20 de febrer de 2006   | Kitt Peak            | Spacewatch          |
| 168077 - | 2006 DG23              | 20 de febrer de 2006   | Kitt Peak            | Spacewatch          |
| 168078 - | 2006 DX27              | 20 de febrer de 2006   | Kitt Peak            | Spacewatch          |
| 168079 - | 2006 DE46              | 20 de febrer de 2006   | Kitt Peak            | Spacewatch          |
| 168080 - | 2006 DR58              | 24 de febrer de 2006   | Kitt Peak            | Spacewatch          |
| 168081 - | 2006 DB59              | 24 de febrer de 2006   | Mount Lemmon         | Mount Lemmon Survey |
| 168082 - | 2006 DJ60              | 24 de febrer de 2006   | Kitt Peak            | Spacewatch          |
| 168083 - | 2006 DE62              | 22 de febrer de 2006   | Catalina             | CSS                 |
| 168084 - | 2006 DC68              | 24 de febrer de 2006   | Catalina             | CSS                 |
| 168085 - | 2006 DC70              | 20 de febrer de 2006   | Mount Lemmon         | Mount Lemmon Survey |
| 168086 - | 2006 DF70              | 20 de febrer de 2006   | Mount Lemmon         | Mount Lemmon Survey |
| 168087 - | 2006 DW75              | 24 de febrer de 2006   | Kitt Peak            | Spacewatch          |
| 168088 - | 2006 DY79              | 24 de febrer de 2006   | Kitt Peak            | Spacewatch          |
| 168089 - | 2006 DM84              | 24 de febrer de 2006   | Kitt Peak            | Spacewatch          |
| 168090 - | 2006 DO96              | 24 de febrer de 2006   | Kitt Peak            | Spacewatch          |
| 168091 - | 2006 DY97              | 24 de febrer de 2006   | Kitt Peak            | Spacewatch          |
| 168092 - | 2006 DM102             | 25 de febrer de 2006   | Mount Lemmon         | Mount Lemmon Survey |
| 168093 - | 2006 DT103             | 25 de febrer de 2006   | Mount Lemmon         | Mount Lemmon Survey |
| 168094 - | 2006 DB118             | 27 de febrer de 2006   | Kitt Peak            | Spacewatch          |
| 168095 - | 2006 DD123             | 24 de febrer de 2006   | Kitt Peak            | Spacewatch          |
| 168096 - | 2006 DU141             | 25 de febrer de 2006   | Kitt Peak            | Spacewatch          |
| 168097 - | 2006 DL192             | 27 de febrer de 2006   | Kitt Peak            | Spacewatch          |
| 168098 - | 2006 DO199             | 23 de febrer de 2006   | Anderson Mesa        | LONEOS              |
| 168099 - | 2006 DQ208             | 25 de febrer de 2006   | Kitt Peak            | Spacewatch          |
| 168100 - | 2006 DD210             | 20 de febrer de 2006   | Kitt Peak            | Spacewatch          |